# Lancio (vescovo di Torino)
Lancio di Torino (... – Torino, 898) è stato un vescovo italiano.

## Biografia
Lancio fu vescovo di Torino dall'887 all'898.
Di lui si trova certa menzione in un carteggio contro Giuseppe, vescovo di Asti, con il quale Lancio ebbe da questionare in merito al beneficio di alcune terre situate presso Savona, composte in prevalenza da vigne ed uliveti.
Morì a Torino nell'898.
L'esistenza di questo vescovo è dubbia, per la contemporanea coesistenza del vescovo Amulo, storicamente documentato dall'880 all'8 marzo 899. Secondo Fedele Savio il nome Lancio, che appare in un diploma dell'887, sarebbe frutto di un errore di qualche copista medievale per Amulo.